# Mahura takahea
Mahura takahea là một loài nhện trong họ Agelenidae.
Loài này thuộc chi Mahura. Mahura takahea được miêu tả năm 1973 bởi Raymond Robert Forster & Wilton.